# ミトラダテス3世
ミトラダテス3世（Mithradates III、在位：紀元前58年/57年 - 紀元前55年）は、アルサケス朝パルティア王国の王。フラーテス3世の子で、オロデス2世の兄弟。

## 生涯
フラーテス3世の息子であるミトラダテスとオロデスの兄弟は父王を殺害すると、兄弟同士で後継争いが始められた。貨幣学の判断によると、ミトラダテス3世が王位を継承したとされる。しかし、貴族から嫌われていたミトラダテス3世はパルティアの長老会によって追放され、後釜にオロデス2世が据えられた。逃亡したミトラダデス3世はローマの将軍アウルス・ガビニウスに庇護を求め、失地回復の援助を要請した。アウルス・ガビニウスはそれを承諾し、分遣隊を率いてユーフラテス川を越えたが、ちょうどプトレマイオス朝のプトレマイオス12世アウレテスも同じく国を追われてアウルス・ガビニウスに復位の援助を請い、ミトラダテス3世をはるかに上回る金額を提供したため、アウルス・ガビニウスはそちらを優先し、エジプトへ方向転換した。ミトラダテス3世は紀元前55年までアウルス・ガビニウスに従軍していたが、遂にあきらめ、単独でパルティアを奪い返すため、バビロンと首都セレウキアを征服し、そこで貨幣を鋳造した。それには運命の女神テュケーが勝利をあらわす棕梠を手に新統治者を歓迎している図柄が刻まれた。ほどなくして、スレナス率いるオロデス2世の軍隊がセレウキアを奪回し、バビロンは長期にわたって包囲された結果、飢餓状態になって降伏した。ミトラダテス3世は血縁を頼りに自ら進んでオロデス2世にひれ伏したが、兄弟より敵と考えていたオロデス2世は目の前で殺させた。オロデス2世はミトラダテス3世が発行した貨幣をすべて没収して改鋳し、セレウキアが恭順の意を表してひざまずき、オロデス2世が右手を差し出して立ち上がるよう助けている図柄が刻まれた。

## 参考資料
- ニールソン・C・デベボイス『パルティアの歴史』小玉新次郎、伊吹寛子訳（山川出版社、1993年、ISBN 4634658607）
- ポンペイウス・トログス / ユスティヌス抄録『地中海世界史』合阪學訳（京都大学学術出版会〈西洋古典叢書〉、1998年、ISBN 4876981078）